# Lijst van burgemeesters van Dreumel
Dit is een lijst van burgemeesters van de voormalige Nederlandse gemeente Dreumel tot die gemeente op 1 januari 1984 opging in de gemeente Wamel (later hernoemd tot West Maas en Waal).
| Ambtsperiode | Naam burgemeester                                         | Partij of stroming | Bijzonderheden                                                                                  |
| ------------ | --------------------------------------------------------- | ------------------ | ----------------------------------------------------------------------------------------------- |
| 1798 - 1817  | Willem Storij                                             |                    |                                                                                                 |
| 1816 - 1840  | Franciscus Johannes Auwers                                |                    |                                                                                                 |
| 1840 - 1869  | Gerardus van Welie                                        |                    |                                                                                                 |
| 1869 - 1870  | Antonius Johannes Jacobus Alphonsus Maria Hubertus Hengst |                    |                                                                                                 |
| 1870 - 1872  | Cornelis Martinus Johannes Weijn                          |                    |                                                                                                 |
| 1872 - 1879  | Theodorus Eliza Wilhelmus Gefken                          |                    |                                                                                                 |
| 1879 - 1921  | Gerrit van Eijseren                                       |                    | vanaf 1881 tevens burgemeester van Heerewaarden                                                 |
| 1921 - 1925  | Mr. Jan (J.M.M.) Hamers                                   |                    | later burgemeester van Jutphaas                                                                 |
| 1925 - 1939  | Aloijsius Adrianus Josephus van Erp                       |                    | later burgemeester van Ammerzoden                                                               |
| 1939 - 1946  | Mr. Franciscus Josephus Waals                             |                    | later burgemeester van Lichtenvoorde                                                            |
| 1946 - 1967  | Theodorus Johannes Kooijmans                              |                    |                                                                                                 |
| 1967 - 1976  | Jacques (J.F.J.) Groffen                                  | KVP                | later burgemeester van Lichtenvoorde                                                            |
| 1976 - 1984  | Henk (H.H.L.M.) Pröpper                                   | KVP / CDA          | vanaf 1977 tevens waarnemend burgemeester van Wamel, aansluitend burgemeester van fusiegemeente |